# The Interrupters
Pour plus de détails, voir Fiche technique et Distribution.
The Interrupters est un film documentaire américain réalisé par Steve James (en) et sorti en 2011.

## Synopsis
Le film suit pendant une année la lutte contre la violence dans les quartiers sud de Chicago, avec l'introduction du concept de « Violence Interrupter ».

## Fiche technique
- Réalisation : Steve James (en)
- Producteur : Steve James
- Société de production :  Kartemquin Films, Rise Films
- Scénario : Alex Kotlowitz
- Musique : Joshua Abrams
- Montage : Steve James, Aaron Wickenden
- Pays :  États-Unis
- Genre : Documentaire
- Durée : 125 minutes
- Dates de sortie : 
  - 21 janvier 2011 (Festival du film de Sundance)
  - 10 mars 2011 (Festival international du film de Miami)
  - 12 août 2011 (Royaume-Uni)

## Nominations et récompenses
- Meilleur documentaire lors de la 24e cérémonie des Chicago Film Critics Association Awards
- Grand prix du jury au Festival international du film de Miami
- Nommé lors de la 16e cérémonie des Satellite Awards
- Nommé lors de la 8e cérémonie des St. Louis Film Critics Association Awards